# Joël van den Berg
Joël van den Berg (11 februari 2007) is een Nederlandse voetballer die als middenvelder voor Jong PSV speelt.

## Clubcarrière
Van den Berg speelde tot aan zijn tiende in de jeugd van SV Houten voor hij in de jeugdopleiding van AFC Ajax terechtkwam. Naast Ajax hadden ook Vitesse, FC Utrecht en PSV interesse in hem, maar FC Utrecht en PSV vonden hem nog niet goed genoeg. Toen Van den Berg in 2020 door Ajax niet meer goed genoeg werd bevonden, maakte hij de overstap naar de jeugd van SBV Vitesse. In 2022 mocht hij op 15-jarige leeftijd mee op trainingskamp van het eerste elftal. In 2023 werd Van den Berg algeheel landskampioen met Vitesse onder 16, mede door een hattrick te scoren wist het team op Papendaal met 5–1 te winnen van de leeftijdsgenoten van Ajax.
In juli 2023 maakte Van den Berg de overstap naar de jeugdafdeling van PSV, waar hij een contract tekende tot en met 2026. Hij maakte zijn debuut in het betaald voetbal op 10 mei 2024 in de uitwedstrijd van Jong PSV tegen ADO Den Haag. Van den Berg wist direct in zijn debuutwedstrijd te scoren (de winnende 2-3).
In april 2025 werd zijn contract bij PSV opengebroken en tekende hij een nieuw contract tot 30 juni 2028. In aanloop naar de voorbereidingen voor het nieuwe seizoen (2025/26) kreeg hij van trainer Peter Bosz te horen dat hij zich op 30 juni 2025 mocht melden bij de voorbereidingen van het eerste elftal.

## Clubstatistieken
| Seizoen | Club     | Competitie     | Competitie | Competitie | Beker | Beker | Overig | Overig | Totaal | Totaal |
| Seizoen | Club     | Competitie     | Wed.       | Dlp.       | Wed.  | Dlp.  | Wed.   | Dlp.   | Wed.   | Dlp.   |
| ------- | -------- | -------------- | ---------- | ---------- | ----- | ----- | ------ | ------ | ------ | ------ |
| 2023/24 | Jong PSV | Eerste divisie | 1          | 1          | 0     | 0     | 0      | 0      | 1      | 1      |
| 2024/25 | Jong PSV | Eerste divisie | 7          | 1          | –     | –     | –      | –      | 7      | 1      |
| Totaal  | Totaal   | Totaal         | 8          | 2          | 0     | 0     | 0      | 0      | 8      | 2      |

Bijgewerkt t/m 21 mei 2025.

## Interlandcarriére
In februari 2022 werd Van den Berg opgenomen in de voorselectie van het Nederlands elftal onder 15. Op 1 maart 2022 maakte Van den Berg zijn debuut voor het elftal in de met 1-3 verloren wedstrijd tegen België –15. In februari 2023 werd hij onder andere voor de UEFA Development Tournament opgeroepen voor het Nederlands elftal onder 16. Van den Berg kwam uit voor het Nederlands elftal onder 17 en vervolgens voor de onder 18, waar hij aanvoerder is.